# Joan Alexandrí
Joan Alexandrí — Joannes Alexandrinus (llatí) — fou un metge d'Alexandria que hauria viscut al segle VII o VIII i sota el nom del qual es van publicar uns comentaris sobre dues obres d'Hipòcrates (De Morbis Popularibus que s'hauria traduït a l'àrab i d'aquest al llatí, i De Natura Pueri).